# Condado de Clark (Illinois)
El condado de Clark es un condado estadounidense, situado en el estado de Illinois. Según el censo de los Estados Unidos del 2000, la población es de 17 008 habitantes. La cabecera del condado es Marshall.

## Geografía
Según la Oficina del Censo de los Estados Unidos, el condado tiene un área total de 1308 km² (505 millas²). De estas 1299 km² (502 mi²) son de tierra y 9 km² km² (3 mi²) son de agua.

### Colindancias
- Condado de Edgar - norte
- Condado de Vigo - noreste
- Condado de Sullivan - sureste
- Condado de Crawford - sur
- Condado de Jasper - suroeste
- Condado de Cumberland - oeste
- Condado de Coles - noroeste

## Historia
El Condado de Clark se separó del Condado de Crawford en 1819. Cuando se formó, el condado abarcaba aproximadamente una tercera parte de Illinois. Sus límites actuales fueron establecidos en 1831, cuando condados nuevos se formaron y se separaron de él. Su nombre es en honor de George Rogers Clark, un oficial del ejército de Virginia, durante la guerra de Independencia de los Estados Unidos.

## Demografía

Pirámide de edad según el censo del año 2000.

Según el censo del año 2000, hay 17 008 personas, 6971 cabezas de familia, y 4809 familias que residen en el condado. La densidad de población es de 13 hab/km² (34 hab/mi²). La composición racial tiene:
- 98.46% Blancos (No hispanos)
- 0.32% Hispanos (Todos los tipos)
- 0.20% Negros o Negros norteamericanos (No hispanos)
- 0.08% Otros grupos étnicos (No hispanos)
- 0.14% Asiáticos (No hispanos)
- 0.59% Mestizos (No hispanos)
- 0.18% Nativos norteamericanos (No hispanos)
- 0.03% Isleños (No hispanos)

Hay 6971 cabezas de familia, de los cuales el 31.20% tienen menores de 18 años viviendo con ellos, el 56.90% son parejas casadas viviendo juntas, el 8.70% son mujeres que forman una familia monoparental (sin cónyuge), y 31.00% no son familias. El tamaño promedio de una familia es de 2.94 miembros.
En el condado el 24.90% de la población tiene menos de 18 años, el 7.40% tiene de 18 a 24 años, el 26.60% tiene de 25 a 44, el 23.10% de 45 a 64, y el 18.00% son mayores de 65 años. La edad media es de 39 años. Por cada 100 mujeres hay 94.70 hombres. Por cada 100 mujeres mayores de 18 años hay 90.80 hombres.
Tabla de la evolución demográfica:
|       | 1900   | 1910   | 1920   | 1930   | 1940   | 1950   | 1960   | 1970   | 1980   | 1990   | 2000   |
| ----- | ------ | ------ | ------ | ------ | ------ | ------ | ------ | ------ | ------ | ------ | ------ |
| TOTAL | 24,033 | 23,517 | 21,165 | 17,872 | 18,842 | 17,362 | 16,546 | 16,216 | 16,913 | 15,921 | 17,008 |

## Economía
Los ingresos medios de un cabeza de familia el condado es de $35,967 y el ingreso medio familiar es $43,213. Los hombres tienen unos ingresos medios de $32,035 frente a $20,954 de las mujeres. El ingreso per cápita del condado es de $17,655. El 9.20% de la población y el 6.40% de las familias están debajo de la línea de pobreza. Del total de gente en esta situación, 12.20% tienen menos de 18 y el 7.50% tienen 65 años o más.

## Ciudades y pueblos
| - Adenmoor - Allright - Casey - Castle Fin - Choctaw - Clark Center | - Clarksville - Cleone - Cumberland - Darwin - Dennison | - Doyles - Ernst - Farrington - Golf Lakes - Hogue Town | - Livingston - Marshall - Martinsville - McKeen - Melrose | - Moonshine - Moriah - Neadmore - Oak Point - Oakcrest | - Oilfield - Orange - Patton - Snyder - Walnut Prairie | - Weaver - Westfield - Weir - West Union - York |